# Omarska
 Ovo je glavno značenje pojma Omarska. Za koncentracijski logor iz rata u BiH (1992. – 1995.) pogledajte Logor Omarska.
Omarska je naseljeno mjesto u sastavu općine Prijedor, Republika Srpska, BiH.

## Povijest
Do sredine šezdesetih godina XX. stoljeća postojala je općina Omarska, koja je zatim ukinuta i pripojena općini Prijedor. Po popisu iz 1961. godine, općina Omarska je imala 17.642 stanovnika (Srbi – 15.937, Muslimani – 1236, Hrvati – 378, ostali – 91). Obuhvaćala je naselja: Bistrica, Busnovi, Gradina, Jelićka, Kevljani, Krivaja, Lamovita, Marićka, Niševići, Omarska, Petrov Gaj i Tomašica.

## Stanovništvo
| Omarska            |                |                |                |
| godina popisa      | 1991.          | 1981.          | 1971.          |
| Srbi               | 3273 (95,25 %) | 2991 (91,18 %) | 2630 (97,26 %) |
| Muslimani          | 23 (0,66 %)    | 12 (0,36 %)    | 10 (0,36 %)    |
| Hrvati             | 19 (0,55 %)    | 18 (0,54 %)    | 15 (0,55 %)    |
| Jugoslaveni        | 79 (2,29 %)    | 216 (6,58 %)   | 18 (0,66 %)    |
| ostali i nepoznato | 42 (1,22 %)    | 43 (1,31 %)    | 31 (1,14 %)    |
| ukupno             | 3436           | 3280           | 2704           |

## Logor Omarska
Koncentracijski logor "Omarska", poznatiji kao "Rudnik Omarska", bio je logor za zatvaranje i mučenje bošnjačkog i hrvatskog stanovništva s područja općine Prijedor u razdoblju svibanj – kolovoz 1992. godine.

## Šport
- FK Omarska, nogometni klub